# لاو واي ليم
لاو واي ليم هي لاعبة تنس الطاولة صينية، ولدت في القرن العشرين.